# Paul Elliott (Kameramann)
Paul Elliott (* 18. Oktober 1947 in London, England) ist ein britischer Kameramann.

## Leben
Paul Elliott arbeitete eine Zeit lang als Fotograf, bevor er an der London Film School Kamerawesen studierte. Ab Ende der 1970er Jahre arbeitete er als Kameraassistent und mit dem von  Fred Olen Ray inszenierten Science-Fiction-Film Monster aus der Galaxis debütierte Elliott als Kameramann für einen Langspielfilm. Er konnte sich beim Amerikanischen Film etablieren und drehte neben Fernseh- auch mehrere Kinofilme. Sein Schaffen umfasst mehr als 55 Produktionen. Für seine Arbeit an Truman – Der Mann, der Geschichte schrieb wurde er von der American Society of Cinematographers ausgezeichnet, nachdem er bereits für Citizen Cohn – Handlanger des Todes und … und das Leben geht weiter nominiert worden war. 1988 wurde er auf dem Sundance Film Festival für seine Arbeit an  Winternacht ausgezeichnet.

## Filmografie (Auswahl)
- 1985: Monster aus der Galaxis (Biohazard)
- 1986: Gefangene im Weltraum (Prison Ship)
- 1986: Das Geheimnis des Grabmals am Nil (The Tomb)
- 1987: Winternacht (Rachel River)
- 1987: Cyclone
- 1988: Freitag der 13. – Jason im Blutrausch (Friday the 13th Part VII: The New Blood)
- 1989: Lolita Kill (Far from Home)
- 1990: Die Erbschleicher (Daddy’s Dyin’… Who’s Got the Will?)
- 1990: Ein Mädchen namens Dinky (Welcome Home, Roxy Carmichael)
- 1991: My Girl – Meine erste Liebe (My Girl)
- 1992: Citizen Cohn – Handlanger des Todes (Citizen Cohn)
- 1993: … und das Leben geht weiter (And the Band Played On)
- 1993: Blind Side – Straße in den Tod (Blind Side)
- 1994: My Girl 2 – Meine große Liebe (My Girl 2)
- 1994: Sie kannte ihren Killer (Someone She Knows)
- 1995: Tod im Schlafzimmer (If Someone Had Known)
- 1995: Truman – Der Mann, der Geschichte schrieb (Truman)
- 1997: Soul Food
- 1998: Eine betrügerische Hochzeit (Chance of a Lifetime)
- 1999: Diamonds
- 1999: Get The Dog – Verrückt nach Liebe (Lost & Found)
- 2000: Der Club der gebrochenen Herzen (The Broken Hearts Club: A Romantic Comedy)
- 2000: Women Love Women (If These Walls Could Talk 2)
- 2004: Elvis Has Left the Building
- 2005: Mayday – Katastrophenflug 52 (Mayday)
- 2008: Beer for My Horses
- 2009: Georgia O’Keeffe
- 2010: Deadly Impact
- 2011: The Sunset Limited – Eine Frage des Glaubens (The Sunset Limited)
- 2016: House of Cards (Fernsehserie, 2 Folgen)
- 2019: Chambers (Fernsehserie, 2 Folgen)
- 2020: Interrogation (Fernsehserie)